# Estill Voice Training
Estill Voice Training est une méthode d'entrainement vocal créée par l'étasunienne Jo Estill. Elle définit 13 éléments qui composent la voix. Pour Estill, il s'agit de les connaitre, de savoir les utiliser en les dissociant afin de les combiner. À partir de ce travail , elle a défini 6 qualités vocales dont le belting et le twang sont les plus populaires. 
Il existe maintenant une traduction française de la méthode.  